# Haplomunna japonica
Haplomunna japonica is een pissebed uit de familie Haplomunnidae. De wetenschappelijke naam van de soort is voor het eerst geldig gepubliceerd in 1983 door Gamo.